# Brontekst (vertaalkunde)
De brontekst is een vertaalkundig begrip dat verwijst naar de tekst die wordt vertaald. Bij de Bijbel wordt soms het begrip grondtekst gebruikt. De taal van de te vertalen tekst is de brontaal, de taal waarin wordt vertaald de doeltaal.
Aan een vertaling ligt meestal één bepaalde editie of versie van een tekst ten grondslag, bijvoorbeeld de eerste druk of juist een latere, aangepaste druk. Bij teksten die voor de uitvinding van de boekdrukkunst geschreven zijn, is de brontekst doorgaans een kritische uitgave van de tekst, die op basis van filologische tekstkritiek tot stand is gekomen. 
De gekozen brontekst is de 'originele tekst' in verhouding tot de vertaling. Dat staat echter los van de status van de brontekst zelf, die van geval tot geval kan verschillen en afhankelijk is van de geschiedenis van de gestalte van de tekst. Men kan bij een vertaling wel zeggen dat men het met 'het origineel' vergelijkt, maar dat betekent niet dat de gebruikte brontekst zelf de originele tekstvorm is. In sommige gevallen, zoals bij de epen van Homerus, is het zelfs de vraag of er ooit een originele tekst is geweest.